# 조에 방송 네트워크
조에 방송 네트워크(ZOE Broadcasting Network)은 1998년에 만들어진 필리핀의 무료 텔레비전 채널이다.